# Dominika Paleta
Dominika Paleta Paciorek de Ibarra (Krakkó, 1972. október 23. –) lengyel születésű mexikói színésznő.

## Élete és pályafutása
Karrierjét korán kezdte el egyenesen az apja hatására, apja az ismert lengyel hegedűművész Zbigniew Paleta, aki a 80-as években emigrált Mexikóba a családjával és az anyja Barbara Paciorek Paleta rajztanár. Húga Ludwika Paleta szintén színésznő. 2000-ben férjhez ment Fabián Ibarra uruguayi színészhez, akitől két gyereke született María és Altana.
Művészettörténetet tanult a Universidad Iberoamericana de Méxicón. Egyik interjújában elmondta a kedvenc hobbijai közül az egyik az utazás. Kedvenc helyei New York és Párizs, és a szülőföldje Lengyelország. Elmondta azt is, hogy szeretné látni és megismerni Mexikó minden egyes sarkát. Azt is mondja, hogy ő háromnyelvű ami sokat segít neki a kirándulásai során. Folyékonyan beszél angolul, spanyolul és az anyanyelvén lengyelül.
A lengyel származású mexikói színésznő, sikeres televíziós karrierjét az ő nagy tehetségének köszönheti. A La Usurpadora (Paula és Paulina) telenovellabeli szerepén ez jól látható. Más produkciók amelyekben a színésznő szerepel Trece miedos sorozat, Por un beso, El Alma Herida, La noche de siempre, La Intrusa (A betolakodó), Los Plateados és a Mañana es para siempre (Mindörökké szerelem) című drámák.

## Filmográfia

### Telenovellák
| Év        | Cím                                            | Szerep                       | TV stúdió | Megjegyzés       | Magyar hang          |
| --------- | ---------------------------------------------- | ---------------------------- | --------- | ---------------- | -------------------- |
| 1992      | El abuelo y yo                                 | Elisa                        | Televisa  | Bemutatkozás     |                      |
| 1997      | Amada enemiga                                  | Jessica Quijano Proal        | Televisa  | Főszereplő       |                      |
| 1998      | Paula és Paulina La Usurpadora                 | Gema Durán Bracho            | Televisa  | Negatív szereplő | Udvarias Anna        |
| 1999      | Tres mujeres                                   | Raquel Lerdo Muñoz           | Televisa  | Vendégszereplő   |                      |
| 2000      | Barátok és szerelmek Locura de amor            | Pamela                       | Televisa  | Vendégszereplő   |                      |
| 2000      | Por un beso                                    | Fiatal Fernanda Lavalle      | Televisa  | Mellékszereplő   |                      |
| 2001      | A betolakodó La Intrusa                        | Anabella Roldán              | Televisa  | Negatív szereplő | Németh Borbála       |
| 2004      | El alma herida                                 | Patricia Araiza              | Telemundo | Mellékszereplő   |                      |
| 2005      | Los Plateados                                  | Luciana Castañeda            | Telemundo | Negatív szereplő |                      |
| 2008      | El juramento                                   | Alma Robles Conde            | Telemundo | Negatív szereplő |                      |
| 2008–2009 | Mindörökké szerelem Mañana es para siempre     | Liliana Elizalde Rivera      | Televisa  | Mellékszereplő   | Mezei Kitty          |
| 2010–2011 | Marichuy – A szerelem diadala Triunfo del amor | Ximena de Alba               | Televisa  | Negatív szereplő | Szabó Zselyke        |
| 2013–2014 | Por siempre mi amor                            | Sonia Arenas                 | Televisa  | Negatív szereplő |                      |
| 2015      | Antes muerta que Lichita                       | Sheyla Humboldt de Duarte    | Televisa  | Vendégszereplő   |                      |
| 2016      | Titkok szállodája El Hotel de los Secretos     | Sofía Alarcón                | Televisa  | Negatív szereplő | Wessely-Simonyi Réka |
| 2022      | Rebelde                                        | Marina de Langarica Funtanet |           |                  |                      |

### Mozi
| Év   | Cím                             | Szerepnév |
| ---- | ------------------------------- | --------- |
| 1999 | Un Ángel para Pablo             |           |
| 2003 | Ladies Night                    | Lila      |
| 2004 | La noche de siempre             | Claudia   |
| 2008 | Tinker Bell                     | Narrátor  |
| 2009 | Tinker Bell y el Tesoro Perdido | Narrátor  |
| 2010 | Tinker Bell: Hadas al Rescate   | Narrátor  |
| 2010 | Reminiscencia                   | Elena     |
| 2011 | La otra familia                 | Luisa     |
| 2011 | Memoria de mis putas tristes    | Ximena    |

### Epizódszerepek
| Év   | Cím                        | Szerepnév      |
| ---- | -------------------------- | -------------- |
| 2007 | Trece miedos               | Erica          |
| 2010 | Mujeres asesinas (S03,E11) | María Sandoval |

### Színház
| Év   | Cím                                      |
| ---- | ---------------------------------------- |
| 1996 | Los monólogos de la vagina               |
| 2004 | La Prueba                                |
| 2005 | Yo estaba ocupada encontrando respuestas |
| 2012 | La Madriguera                            |

## Fordítás
- Ez a szócikk részben vagy egészben  a   Dominika Paleta című angol Wikipédia-szócikk fordításán alapul.  Az eredeti cikk szerkesztőit annak laptörténete sorolja fel. Ez a jelzés csupán a megfogalmazás eredetét és a szerzői jogokat jelzi, nem szolgál a cikkben szereplő információk forrásmegjelöléseként.